# 阿閉貞征
阿閉 貞征（あつじ さだゆき）は、戦国時代から安土桃山時代にかけての武将。浅井氏、織田氏の家臣。近江国山本山城主。

## 生涯
阿閉は、「阿辻」ともする。代々北近江伊香郡の国人であったが、浅井氏が京極氏に代わって勢力を拡大するとこれに従うようになった。貞征は浅井家の重臣として北国街道や琵琶湖の湖北を見渡せる要害・山本山城を任された。
元亀元年（1570年）姉川の戦いには1000騎を率いて参陣。磯野員昌、浅井政澄に続く3段目に布陣した。姉川の戦い後も対織田戦に参陣し、山本山城が織田信長の攻撃を受けたが、撃退した。しかし天正元年（1573年）、信長に内応し山本山に織田軍を引き入れたため、小谷城は孤立し主家滅亡の遠因をつくる。8月8日、子・貞大と共に信長に降参し、すぐに朝倉攻めの先手を務めた。このとき磯野員昌・堀秀村と共に、一時、越前国木ノ芽城の守備についている。
『 浅井三代記』ではこれらの功により伊香郡を与えられたとあるが、北江は羽柴秀吉に一職支配権が与えられており、貞征は伊香郡内の本領と浅井郡管浦の地などを安堵されたに過ぎないらしい。秀吉の与力とされた。
天正3年（1575年）の越前一向一揆にも秀吉と共に参戦。まだ完全に平定されていない加賀国の江沼郡10万石を与えられるはずだったが、年貢も手に入らぬと不平を言ったために加増が取り消しになった。本領でも次第に秀吉の圧迫が募ったようである。9月16日、信長より竹生島の寺領の横領で訴えられたが、逆に竹生島にある扶持の過半を秀吉に取られたのであると、貞大が信長側近の菅屋長頼に弁明している。
天正5年（1577年）より秀吉は中国攻めで播磨国へ赴くが、阿閉父子は近江に留まり、信長の旗本に組み入れられたらしい。
天正6年（1578年）8月、『信長公記』によれば、信長の前で「強力の由」「器量骨柄勝れて､力のつよき事隠れなく」と褒められ、信長の面前で相撲を披露した。同年11月より始まる有岡城攻めには信長に従って参戦。同9年（1581年）の伊賀攻め、同10年（1582年）1月15日の左義長の爆竹でも近江衆のなかに名がみえる。同年3月の甲州征伐にも信長に随従した。
天正10年（1582年）、本能寺の変の後、明智光秀に加担して、秀吉の居城・長浜城を占領した。山崎の戦いに参加し先鋒部隊を務めるが、敗戦。秀吉方に捕縛され一族全て処刑された。『天正記』『 惟任退治記』によれば、処刑方法は磔刑であった。
なお、藤堂高虎や渡辺了も一時期、貞征のもとで家臣として仕えていたことがある。